# Stanisław Koszutski (oficer)
Stanisław Paweł Koszutski (ur. 15 sierpnia 1903 w majątku Zagość na Kielecczyźnie, zm. 24 września 1982 w São Paulo w Brazylii) – pułkownik dyplomowany Polskich Sił Zbrojnych.

## Życiorys
W czasie nauki w gimnazjum uciekł do Legionów Polskich, a następnie odesłany do Korpusu Kadetów w Modlinie. Był uczestnikiem III powstania śląskiego i za udział w, nim był awansowany do stopnia kaprala oraz otrzymał Śląski Krzyż Walecznych. Brał również udział w wojnie polsko-bolszewickiej. W latach 1922–1923 był podchorążym baterii szkolnej Wydziału Artylerii Głównej Szkoły Artylerii i Inżynierii w Warszawie, a w latach 1923–1924 podchorążym Oficerskiej Szkoły Artylerii w Toruniu. 24 września 1924 Prezydent RP Stanisław Wojciechowski mianował go podporucznikiem ze starszeństwem z dniem 1 lipca 1923 i 23. lokatą w korpusie oficerów artylerii, a Minister Spraw Wojskowych, gen. dyw. Władysław Sikorski wcielił do 8 dywizjonu artylerii konnej w Białymstoku. 21 grudnia 1925 awansował na porucznika ze starszeństwem z dniem 1 lipca 1925 i 23. lokatą w korpusie oficerów artylerii. W 1928 pełnił służbę w 2 dywizjonie artylerii konnej w Dubnie. Z dniem 10 stycznia 1930 został przydzielony na dziesięciomiesięczny kurs Szkoły Topografów przy WIG w Warszawie. Z dniem 1 listopada 1930, po ukończeniu kursu, został przydzielony do Wojskowego Instytutu Geograficznego w Warszawie. Z dniem 15 listopada 1933 został przeniesiony do 7 pułku artylerii ciężkiej w Poznaniu. 27 czerwca 1935 awansował na kapitana ze starszeństwem z dniem 1 stycznia 1935 i 91. lokatą w korpusie oficerów artylerii. W latach 1935–1937 był słuchaczem Wyższej Szkoły Wojennej w Warszawie. 
W czasie kampanii wrześniowej 1939 był kwatermistrzem Wołyńskiej Brygady Kawalerii, a następnie był od 14 września 1939 w sztabie grupy kawalerii gen. Władysława Andersa. Dostał się do niewoli radzieckiej 27 września 1939 podczas próby przekraczania granicy węgierskiej. Uciekł z 
obozu w Szepetówce wraz z rtm. Zgorzelskim i por. Kiedaczem.
W PSZ od 1940. Ukończył kurs w Ecole de Guerre i z dniem 3 maja 1940 otrzymał stopień majora artylerii oraz przydział do sztabu 3 Dywizji Piechoty. W Anglii służył w stopniu pułkownika jako dowódca 2 pułku pancernego 1 Dywizji Pancernej gen. Stanisława Maczka. Walczył w Belgii, Holandii oraz Niemczech. 
Po zakończeniu wojny był na emigracji w Wielkiej Brytanii i Brazylii. Zmarł 24 września 1982 w São Paulo w Brazylii.

## Ordery i odznaczenia
- Krzyż Srebrny Orderu Wojennego Virtuti Militari nr 10515[7] (za kampanię 1944–1945)[8]
- Krzyż Walecznych trzykrotnie za kampanię 1944–1945[9]
- Medal Niepodległości – 23 grudnia 1933 „za pracę w dziele odzyskania niepodległości”[10][1]
- Srebrny Krzyż Zasługi – 1938 „za zasługi w służbie wojskowej”[11]
- Order Wybitnej Służby (Wielka Brytania, za kampanię 1944–1945)[12]